# Sumpf-Rispengras
Das Sumpf-Rispengras (Poa palustris) ist eine Pflanzenart aus der Gattung Rispengräser (Poa) und damit der  Familie der Süßgräser (Poaceae).

## Beschreibung

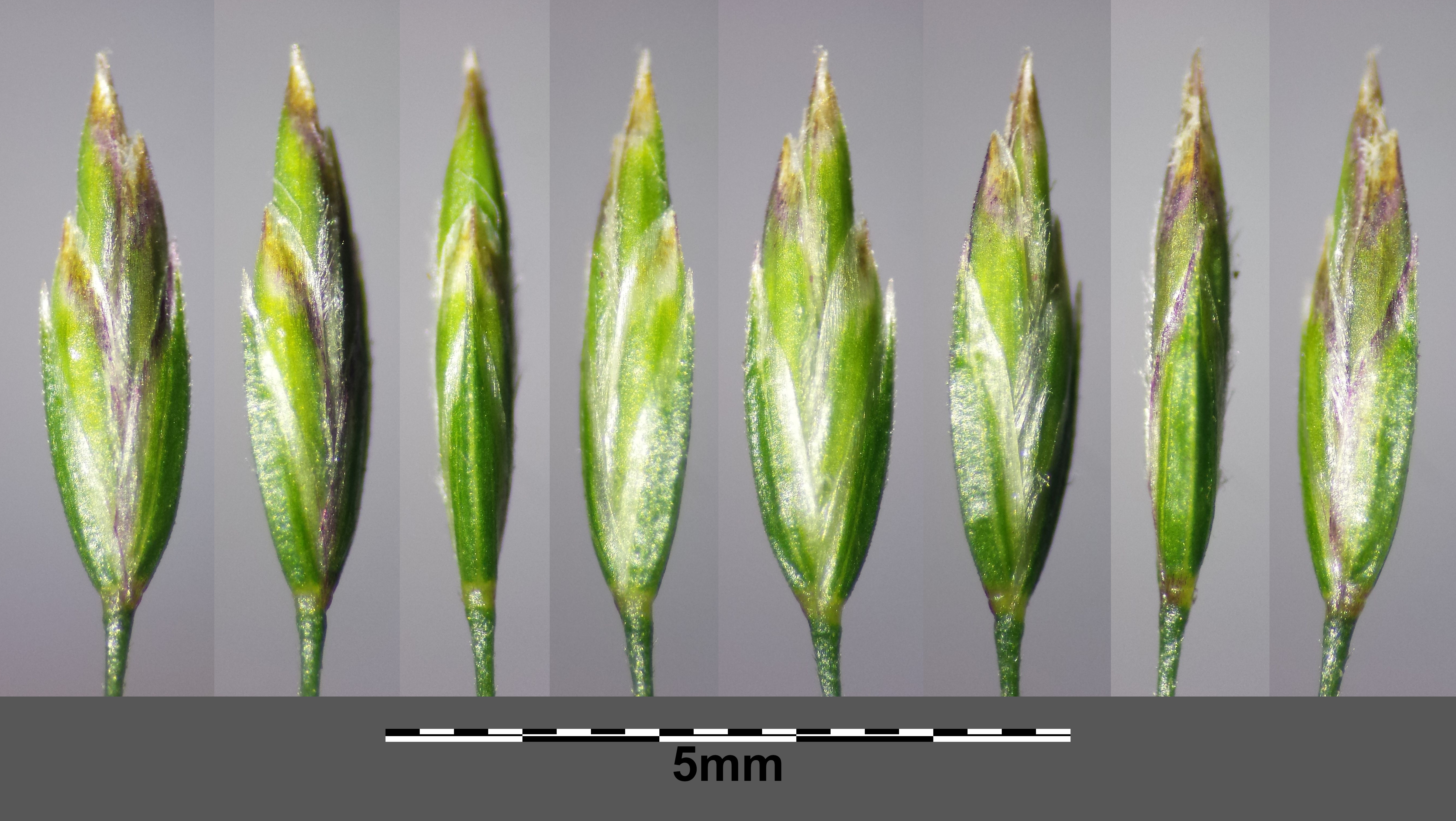
Ährchen

### Vegetative Merkmale
Das Sumpf-Rispengras ist ein ausdauerndes Gras, das aber nur wenige Jahre besteht. Es entwickelt lockere Horste oder Rasen. Es entwickelt ein kurzes Rhizom mit oberirdischen Kriechsprossen, aber ohne unterirdische Ausläufer. Die Halme werden 20–120 cm hoch, sind glatt und kahl, am Grunde niederliegend und an den Knoten wurzelnd. Das Blatthäutchen der Erneuerungssprosse ist ein 2 mm langer, breit abgerundeter Saum; das der oberen Halmblätter ist 2–5 mm lang. Die Blattspreiten sind bis 20 cm lang und 2–4 mm breit.

### Generative Merkmale
Die Blütenrispe ist 10–20 cm lang, ausgebreitet, aufrecht, nur im oberen Teil etwas nickend. Die Seitenäste gegen zu 3–7 von der Hauptachse ab, sind ungleich lang und oft geschlängelt. Die Ährchen sind 2–5-blütig, 3–5 mm lang, seitlich zusammengedrückt, gelblich-braun und oft violett überlaufen. Die Hüllspelzen sind dreinervig. Die Deckspelze ist fünfnervig, 2,5–3 mm lang, häutig, grün, mit auffallend goldbraun gefärbter Spitze. Die Vorspelze ist zweinervig und so lang wie die Deckspelze. Die Staubbeutel sind 1,2–1,5 mm lang.
Die Blütezeit ist Juni bis August.
Die Chromosomenzahl ist 2n = 21, 28, 30, 32 oder 42.

## Verbreitung
Das Sumpf-Rispengras ist in den gemäßigten Zonen der Nordhalbkugel weit verbreitet. In Europa fehlt die Art besonders im Westen (Portugal, Spanien, Island) und teilweise auch im Süden (Nordmazedonien und im europäischen Teil der Türkei). In Irland und in Großbritannien ist die Art seit 1814 angebaut und eingebürgert.

## Ökologie
Das Sumpf-Rispengras kommt in Mitteleuropa im Röhricht oder in Seggenwiesen auf nassen oder überflutet-wechselnassen, nährstoffreichen und basenreichen, mild bis mäßig sauren, humosen Schlammböden vor. Es gedeiht vor allem an Ufern strömender Gewässer. Es ist eine schwache Charakterart des Phalaridetum arundinariae aus dem Verband Phragmition, kommt aber auch in Gesellschaften der Verbände Magnocaricion, Calthion oder Alnion vor. Außerdem findet es sich gelegentlich auch ruderal auf trockenen Böden, auf Müllplätzen, an Straßen und Wegen. Es steigt in den Bayerischen Alpen bis in Höhenlagen von 1500 Metern Meereshöhe auf, in Graubünden bis 1510 Meter.
Die ökologischen Zeigerwerte nach Landolt et al. 2010 sind in der Schweiz: Feuchtezahl F = 4+w+ (nass aber stark wechselnd), Lichtzahl L = 4 (hell), Reaktionszahl R = 4 (neutral bis basisch), Temperaturzahl T = 4 (kollin), Nährstoffzahl N = 3 (mäßig nährstoffarm bis mäßig nährstoffreich), Kontinentalitätszahl K = 3 (subozeanisch bis subkontinental).
Am Stängel finden sich öfter Gallen der Gallmücke Mayetiola poae.

## Taxonomie und Systematik
Poa palustris wurde 1759 von Carl von Linné in Systema Naturae ... ed. 10, Band 2, S. 874  erstbeschrieben. Synonyme sind Poa riparia Wolff ex Hoffm., Poa serotina Ehrh. ex Hoffm., Poa crocata Michx., Poa palustris subsp. xerotica Chrtek & V.Jirásek und Poa fertilis Host.
Man kann zwei Unterarten unterscheiden:
- Poa palustris L. subsp. palustris
- Poa palustris subsp. volhynensis (Klokov) Tzvelev: Sie kommt in der Ukraine vor.[3]

## Nutzung
Das Sumpf-Rispengras ist das beste Futtergras nasser Lagen, wo andere Gräser versagen. Es wird besonders gern von Ziegen gefressen. Es treibt früh aus und ist unempfindlich gegen Spätfröste. Es erträgt mäßige Beschattung und schwache Bodenversalzung.